# Macaranga nusatenggarensis
Macaranga nusatenggarensis är en törelväxtart som beskrevs av Timothy Charles Whitmore. Macaranga nusatenggarensis ingår i släktet Macaranga och familjen törelväxter. Inga underarter finns listade i Catalogue of Life.